# Bandera de Saba
La bandera de Saba fue adoptada el 6 de diciembre de 1985 (día nacional de la isla). 130 propuestas diferentes fueran presentadas a la comisión encargada de escoger la bandera que representa a la isla. La bandera escogida fue elaborada por un joven de 18 años llamado Daniel Johnson, natural de Saba.
Saba aceptó la soberanía de los Países Bajos a partir de 1816, y utilizó la bandera neerlandesa. Sin embargo, ya que algunos isleños consideran a Saba una “república”, fue añadido un símbolo especial ―un repollo verde― para enfatizar la independencia, y ese símbolo fue probablemente utilizado hasta el año 1920.

## Descripción y Simbología
La bandera de Saba consiste en una estrella amarilla que representa a la isla de Saba, la belleza natural y la esperanza en el futuro. Los colores rojo, blanco y azul representan los lazos históricos con los Países Bajos y con las Antillas Neerlandesas.
Adicionalmente el blanco representa la paz, la amistad, la pureza y la serenidad. El azul representa el mar que es una importante fuente de subsistencia de los habitantes de la isla y el rojo la unidad, el coraje y la determinación.
- Datos: Q429900
- Multimedia: Flags of Saba / Q429900